# 棘裂脊蚌
棘裂脊蚌（学名：Schistodesmus spiosus）为蚌科裂脊蚌属的动物，俗名金银饼，是中国的特有物种。分布于安徽、江西、湖南等地，一般栖息于泥沙底或泥底的河流以及池塘及湖泊内。